# حصین
حسین رحمتی (زادهٔ ۱۲ مرداد ۱۳۶۳) با نام هنری حصین، خواننده و ترانه‌نویس ایرانی در سبک رپ فارسی است که از سال ۱۳۷۸ در این زمینه فعالیت می‌کند.

## زندگی و حرفه
حسین رحمتی در ۱۲ مرداد ۱۳۶۳ در تهران متولد و در مشهد بزرگ شد. او از نوجوانی به موسیقی رپ علاقمند شد. وی در سن ۱۵ سالگی رپ را آغاز کرد و کارش را با گروه ۰۵۱ و آهنگ «تو زنده میمونی» آغاز نمود. اعضای اولیه گروه ۰۵۱ که در ۱۳۸۳ تشکیل شد، حسین ابلیس، کنبین، رضا، سیامک جنجالی، مستر کیلر و مبهم بودند که بعدها افراد دیگری مثل حسین تهی و شاهین فلاکت نیز به گروه پیوستند. به دلیل اینکه اکثر اعضای گروه اهل مشهد بودند نام ۰۵۱ را که از ابتدای کد شهر مشهد گرفته شده بود برای گروه انتخاب کردند.
دومین آهنگ این گروه «کل کل نکن» بود که نخستین دیس رپ فارسی بود که بعد از این آهنگ، آهنگهای سبک کل کل و دیس از سوی دیگر رپکن‌ها بیشتر منتشر شد. بعد از این کارها نوبت به آهنگ سیاسی «۱۸ تیر» رسید که یکی از پر سر و صداترین کارهای سیاسی تا به امروز بوده است.
حصین در گروه ۰۵۱ آهنگهای نسبتاً زیادی را منتشر کرد. آهنگهای این گروه در ابتدا روی سایت مخصوص گروه قرار می‌گرفت، البته بعضی از سایتهای آن دوره هم کارهای ۰۵۱ را پخش می‌کردند. گروه ۰۵۱ حدود ۴ سال پا بر جا ماند و به یکباره به شکل عجیبی فروپاشید.
حصین برای تحصیل به ارمنستان رفت و در آنجا با صادق و علی مجیدی آشنا شد که باعث خلق آثاری در رپ فارسی شد که هنر علی مجیدی و موسیقی‌های تلفیقی او نقش بسزایی در این امر داشت.
او به دلیل اجرای دو ترانه سیاسی دستگیر شد و تمام لوازم و وسایل مربوط به ترانه‌سازی او توسط پلیس جمع‌آوری شد. او در سال ۱۳۸۶ تصمیم گرفت برای ادامه تحصیل به ارمنستان مهاجرت کند و در آن‌جا در رشته ارتباطات فارغ‌التحصیل شد.

## آثار ویدئویی
تنها نماهنگ رسمی منتشر شده از حصین، چالیم ۲ به همراه «موژان وای‌زد» و «سامان پی‌آی» بوده و همچنین در تیزر آلبوم دو به شک شایع که با آهنگ زِبر میکس شده، حضور پیدا کرده است. همچنین حصین موزیک ویدیو ترک ۳۳ با همراهی گروه اپیکور را نیز در اسفند ۱۴۰۳ منتشر کرده است.

## مسائل حقوقی
در فوریهٔ ۲۰۱۳ او و صادق به دلیل حمل ماری‌جوانا در ارمنستان دستگیر شدند و گزارشی در مورد جرم آن‌ها در شبکهٔ تلویزیونی رسمی ارمنستان پخش شد.
او توسط نیروی انتظامی مشهد، با حمله به منزلش و ضبط آلات موسیقی‌اش در ۲۴ آذر ۱۳۸۶، به اتهام توهین به مسئولان و تهیهٔ نوارها و ترانه‌های سیاسی دستگیر شد.

## ترانه‌شناسی

### آلبوم‌ها
از حصین تا کنون آلبومی به صورت انفرادی منتشر نشده، اما او یک مجموعه کوتاه همراه با صادق به نام شبا، ردپا، تنهایی دارد و همچنین در آلبوم‌های گروهی مختلفی از جمله اما ۲، اُوِردوز ۱ و ۲، آدرنالین ۱ و فرکانس حضور داشته است. طبق گفته خودش، او مشغول کار بر روی اولین آلبوم رسمی‌اش به نام یاد است.

### تک آهنگ‌ها
| نام ترانه                        | خواننده و ترانه‌سرا                   | آهنگساز و تنظیم‌کننده | توضیح                     |
| -------------------------------- | ------------------------------------ | -------------------- | ------------------------- |
| زنده میمونی                      | حصین                                 |                      | اولین آهنگ رپ فارسی       |
| دیس ۰۲۱                          | حصین                                 | سیامک جنجالی         | اولین دیس رپ فارسی        |
| ۱۸ تیر                           | حصین                                 | سیامک جنجالی         | اولین آهنگ سیاسی رپ فارسی |
| تاریخ ۰۵۱                        | حصین                                 | سیامک جنجالی         |                           |
| جنده                             | حصین، کنبین                          |                      |                           |
| راه سیاه                         | حصین                                 | سیامک جنجالی         |                           |
| ماییم بکس خلاف                   | حصین                                 | سیامک جنجالی         |                           |
| فاز هشت                          | حصین، مبهم                           |                      |                           |
| کتری رو گاز                      | حصین                                 | سیامک جنجالی         |                           |
| عشق من                           | حصین                                 |                      |                           |
| گفتم به تو                       | حصین، سیامک جنجالی                   |                      |                           |
| You Don't Wanna F**k With Me Son | حصین، سیامک جنجالی                   | سیامک جنجالی         |                           |
| جوون ایرونی                      | حصین                                 |                      |                           |
| فساد                             | حصین، تهی                            | سیامک جنجالی         |                           |
| ابلیس برگشت                      | حصین                                 |                      |                           |
| توبه                             | حصین، پیشرو                          |                      |                           |
| واقعیت                           | حصین، پیشرو، علی اوج، تتلو           |                      |                           |
| دیروز تا امروز                   | حصین، پیشرو، تتلو، بابک تیغه         |                      |                           |
| جنگ                              | حصین، تهی، 2Afm                      |                      |                           |
| ابتکار ما                        | حصین                                 |                      |                           |
| رقص اندام ۲                      | حصین، تهی                            |                      |                           |
| پارتی                            | حصین، مبهم                           | پاور                 |                           |
| پنج شنبه                         | حصین                                 | پاور                 |                           |
| اجتماع ما                        | حصین                                 | پاور                 |                           |
| استیل رپ                         | حصین، نرگال                          |                      |                           |
| هنوزم یادم هست                   | حصین، رضایا                          |                      |                           |
| نرو از پیش من                    | حصین، تهی، روزبه قائم                |                      |                           |
| ۱۰۰۱ شب                          | حصین، تهی، تتلو                      |                      |                           |
| دست به دست                       | حصین، مهدار                          |                      |                           |
| انفجار ۰۵۱ (ورژن ۱)              | حصین، هارس، ارسلان                   |                      |                           |
| انفجار ۰۵۱ (ورژن ۲)              | حصین، آرسیس، برتر                    | پاور                 |                           |
| سرعت عمل                         | حصین، مهدار                          |                      |                           |
| تو مستی                          | حصین، هیچ‌کس، انزو                    | مهدیار آقاجانی       |                           |
| حسرت                             | حصین                                 | حصین                 |                           |
| آیینه                            | حصین، پورنام                         |                      |                           |
| چالیم ۲                          | حصین، موژان وای‌زد، سامان پی‌آی        |                      |                           |
| من                               | حصین                                 |                      |                           |
| ببین کاراتو                      | حصین، سامی بیگی                      | تهم                  |                           |
| جفت کفش                          | حصین، صادق                           | علی مجیدی            |                           |
| سنگین                            | حصین، صادق                           | علی مجیدی            |                           |
| آسمون                            | حصین، صادق                           | علی مجیدی            |                           |
| دلخوشی                           | حصین، بیگرض                          | بیگرض                |                           |
| برد و باخت                       | حصین، صادق، سوگند                    |                      |                           |
| باد و بارون                      | حصین، صادق                           | علی مجیدی            |                           |
| کلمه عبور                        | حصین، صادق، رضا پیشرو، اوج           | رضا پیشرو            |                           |
| شهر من                           | حصین، صادق                           |                      |                           |
| لزجا و جوبیا                     | حصین، محمد تی‌دی                      | T-Day                |                           |
| خیابون                           | حصین، بیگرض، دانیال                  | بیگرض                |                           |
| صبح ظهر شب                       | حصین                                 | Teo                  |                           |
| شطرنج                            | حصین                                 |                      |                           |
| کوچه علی چپ                      | حصین، شایع                           | محمد صالح‌نیا (MSN)   |                           |
| بن‌بست                            | حصین                                 | Teo                  |                           |
| Like A What                      | حصین، 30Kas                          | Teo                  |                           |
| خودتی دوباره                     | حصین، محمد تی‌دی، نیموش               | تی‌دی                 |                           |
| سفت                              | حصین                                 | مهدی راد             |                           |
| یه جور دیگه                      | حصین، شایع، نیموش                    | MSN                  |                           |
| اجبار                            | حصین، آرمان                          |                      |                           |
| حقیقت                            | حصین                                 | علی مجیدی            |                           |
| دروغ                             | حصین، شایع                           | MSN                  |                           |
| زبر                              | حصین، شایع                           | MSN                  |                           |
| گرگ                              | حصین، امیر تتلو، پیشرو               | رضا پیشرو            |                           |
| پُر                               | حصین، بیگرض                          | بیگرض                |                           |
| میری تو لک                       | حصین، پیشرو                          | رضا پیشرو            |                           |
| ریشه                             | حصین، بیگرض                          | بیگرض                |                           |
| خواب راحت                        | حصین، بیداد                          | مهدی راد             |                           |
| خفن                              | حصین                                 | علی بی               |                           |
| خواب راحت (ورژن تکی)             | حصین                                 | امیر لواسانی         |                           |
| سرپام                            | حصین، شایع، کنیس                     | محمد رضائیان         |                           |
| منو نترسون                       | حصین، عرفان                          | دارا کلاهی           |                           |
| خط کشیدم دورم                    | حصین، کنیس                           | HAM3D                |                           |
| چپه                              | حصین                                 |                      |                           |
| ترافیک جنسی                      | حصین، میلاد اس، جاستینا              | محمد رضائیان         |                           |
| وزه                              | حصین، سهراب ام‌جی، مونتیگو            |                      |                           |
| دوازده به بعد                    | حصین، سهراب ام‌جی                     | آرمان تضاد           |                           |
| دیدگاه                           | حصین، گروه اپیکور                    | مهدی سفید            |                           |
| صبحونه                           | حصین                                 | Radpro               |                           |
| دو جا                            | حصین، بی بال                         | Radpro               |                           |
| Q69                              | حصین                                 | Radpro               |                           |
| به مولا                          | حصین، اپیکور، مسین                   | آرمان اپیکور         |                           |
| کدکس                             | حصین، اپیکور، سهراب ام جی،           | آرمان اپیکور         |                           |
| حله                              | حصین، رضا پیشرو، امیر تتلو، حسین تهی |                      |                           |
| جنگل تاریک                       | حصین، رضا پیشرو، امیر تتلو           | حسن بابا             |                           |
| کبک                              | حصین حمید صفت                        |                      |                           |
| گوله                             | حصین، پوری، حمید صفت                 |                      |                           |
| ۳۳                               | حصین، اپیکور                         |                      |                           |